# Palackos
Palackos vagy Ploszkos (románul Ploscoș) falu Romániában, Kolozs megyében, az azonos nevű község központja.
1850-ben 2316 lakosából 2236 román, 59 magyar és 19 roma volt. 1992-ben a 862 lakos nemzetiségi megoszlása a következő képet  mutatta: 860 román és 2 magyar.